# Maison de Faust
La Maison Faust ou Maison de Faust (Faustův dům en tchèque) ou encore palais Mladotov est un palais baroque situé sur la Place Charles à Prague, en République tchèque. Il abrite aujourd'hui l'hôpital d'une faculté de l'Université Charles.

## Histoire et légende
La Maison de Faust est sans doute l'une des plus mystérieuses de Prague. Le bâtiment gothique changea de propriétaire à plusieurs reprises, et subit de nombreuses restaurations. Tel que nous le voyons aujourd'hui, il est l'œuvre de l'architecte František Maxmilián Kaňka, qui effectue la dernière restauration, en style baroque, en 1720. Sa sombre réputation remonte à Edward Kelley, alchimiste et charlatan, qui l'achète en 1590. Il n'y réside que peu de temps, car il est bientôt arrêté par l'empereur pour diverses escroqueries, et enfermé au château de Křivoklat. Au XVIIIe siècle, le comte Ferdinand Antonín Mladota de Solopysk devient lui aussi l'un des célèbres propriétaires de la maison, et contribue à forger son nom. Le comte est un original qui réalise diverses expériences métaphysiques à l'aide d'instruments exploitant des principes d'optique, d'électricité et de magnétisme. Des automates et autres phénomènes à l'époque inexplicables achèvent de convaincre le public que le propriétaire des lieux a fait un pacte avec le Diable. Lors d'une rénovation récente de la maison, des fresques représentant des symboles alchimiques et des natures-mortes avec divers ustensiles alchimiques datant du XVIe siècle ont réellement été mises au jour dans un des encorbellements du rez-de-chaussée de la maison. 

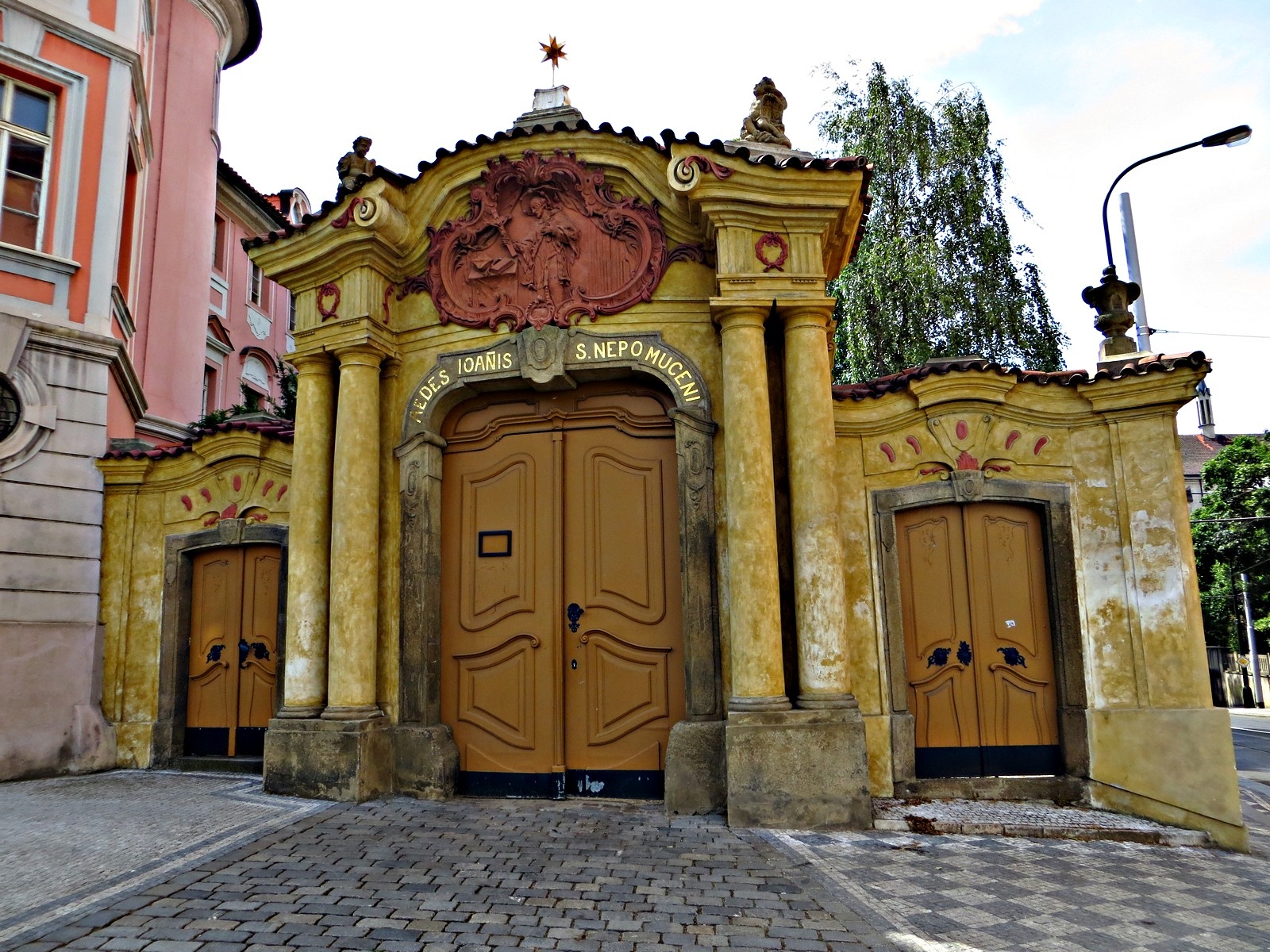
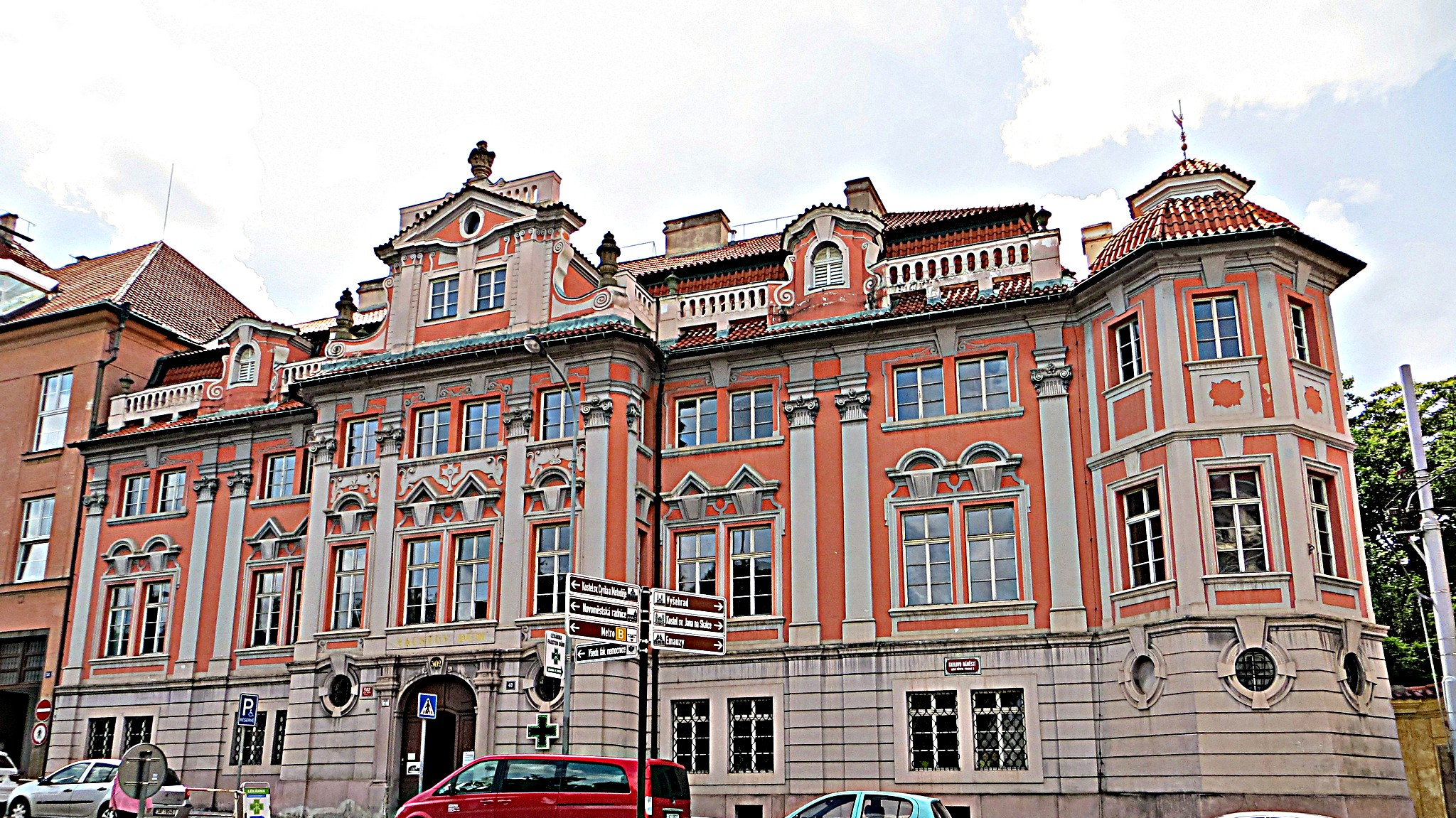
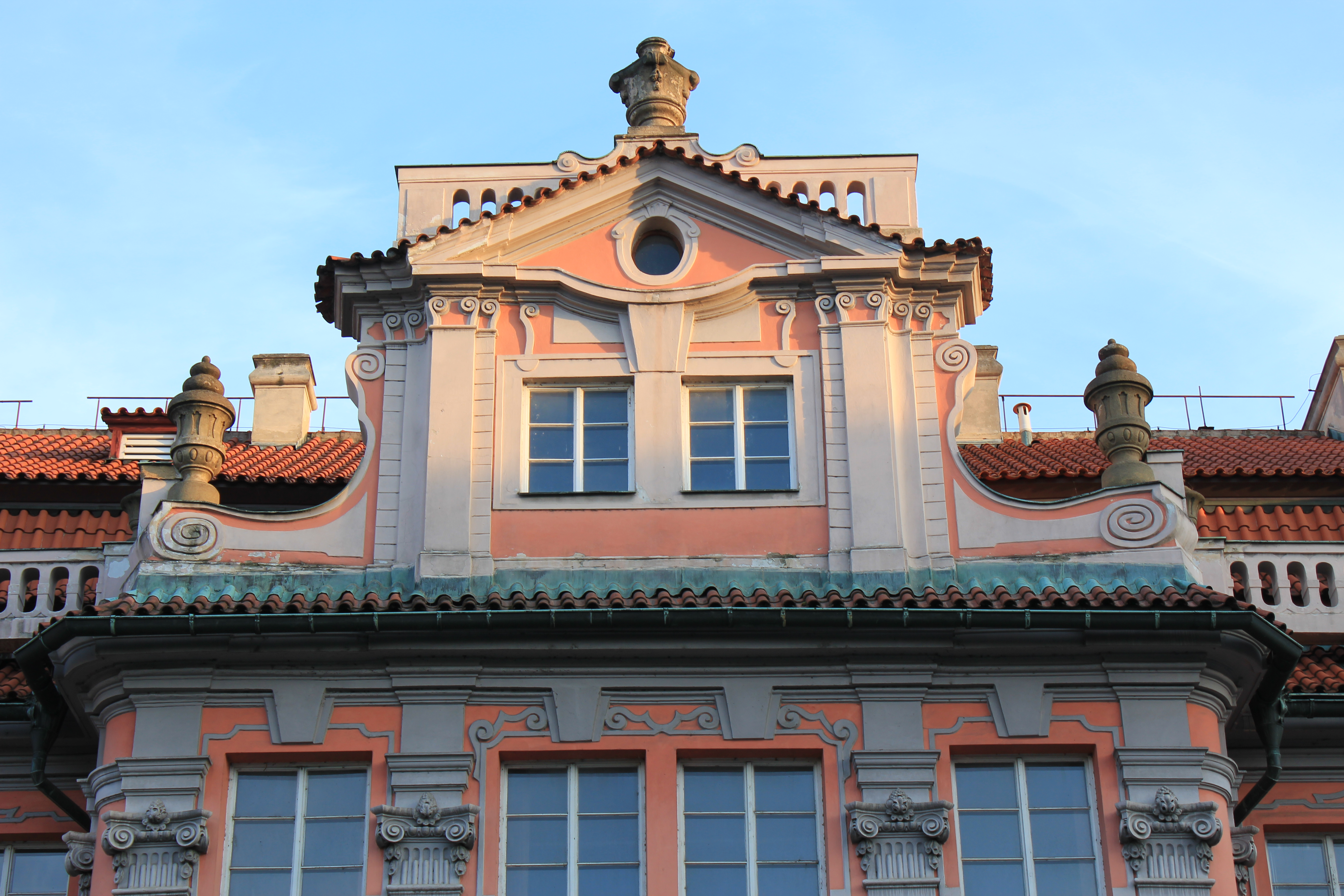
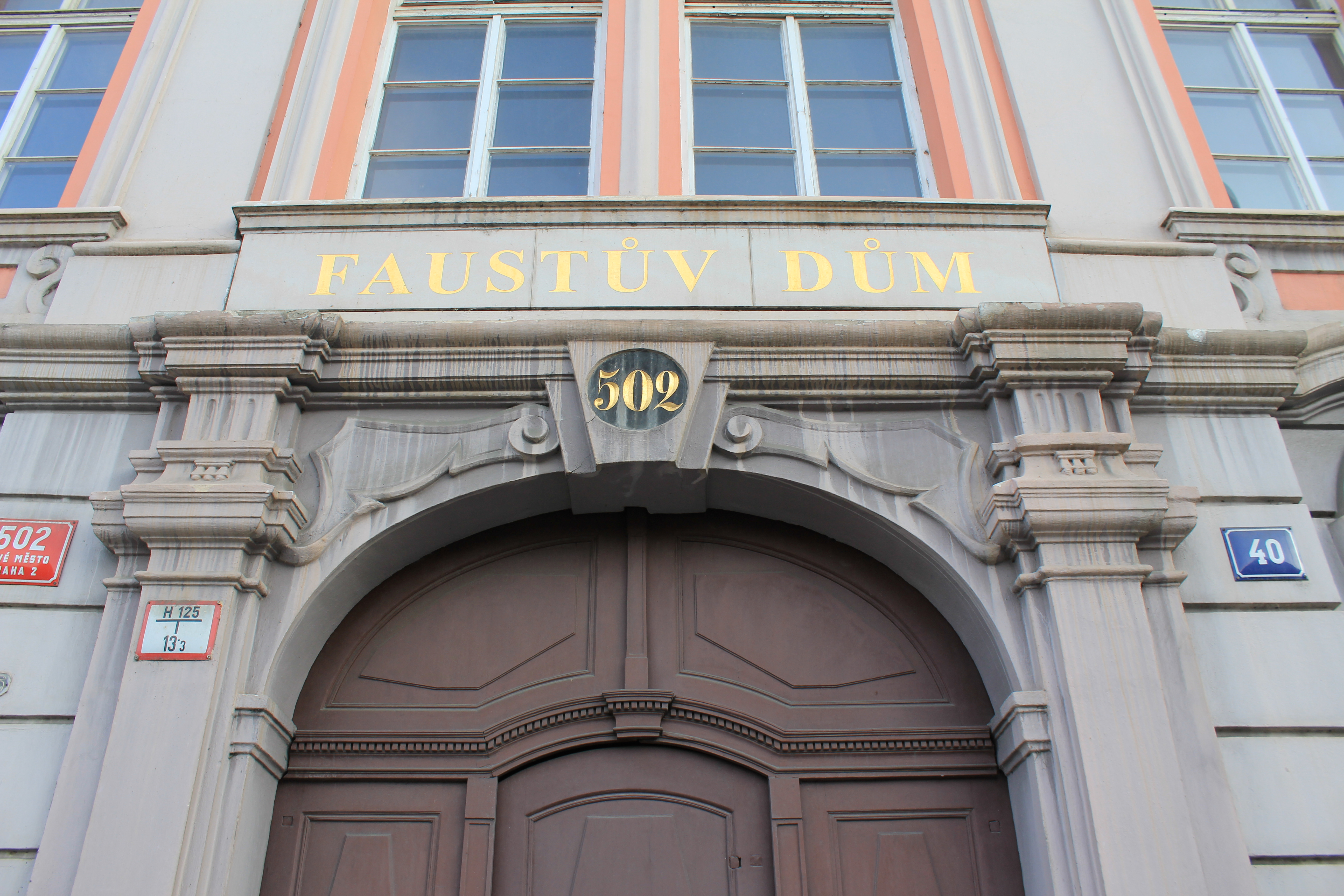